# 독립 음악
독립 음악(獨立音樂) 또는 인디 음악(영어: Independent music, indie)은 음반의 제작, 유통, 홍보를 타인의 자본에 의존하지 않고, 스스로 자본과 스스로의 힘으로 제작, 유통, 홍보하는 뮤지션의 음악을 말한다. 
인디 뮤지션은 크게 2가지 형태로 나뉘는데 우선 아예 소속된 레이블(음반사, 기획사, 제작자)이 따로 없이 모든 것을 스스로 하는 형태가 있고, 소속된 레이블이 있더라도 음반 제작은 음악가 스스로 해결하며 단지 유통, 스케줄 관리, 공연 기획 등만을 기획사가 도와주는 형태가 있다.
한편 대한민국에서는 인디 음악을 언더그라운드에서 활동하는 뮤지션의 음악 또는 비주류 음악(특히 포크 음악)을 하는 뮤지션의 음악으로 잘못 알고 사용하는 경우가 많다.

## 인디 레이블
독립 음반사 또는 인디 레코드 레이블은 대중음악의 발전에 기여하였다. 미국의 선 레코드사 같은 음반사는 세계대전 이후로 거슬러 올라간다.
영국에서는 1950년대와 1960년대 동안에 메이저 음반사들이 너무 큰 힘을 가지고 있었기 때문에 독립 음반사들이 설립하기 어려웠다. 몇몇 영국의 음반제작자와 아티스트들이 독립 음반사를 설립하였는데, 그들이 좋아하는 아티스트와 그들 작업의 방출구 역할을 하였다. 그러나 대부분은 상업적인 시도로 실패하거나 메이저 음반사들에게 잠식되었다.
펑크 록 시대에는 독립 음반사의 과잉이 나타났다. 영국 인디 차트는 1980년대 처음으로 등장하였고, 독립 배급망은 1970년대 후반 이후에 보다 조직화/체계화되었다.
한국의 인디 레이블은 1994년 처음 서교동에 문을 연 클럽 '드럭'을 한국 최초의 인디 레이블로 간주한다. 펑크록 클럽으로 시작을 한 드럭은 '크라잉넛', '노브레인', '위퍼'등의 1세대 인디 스타들을 키워낸 최초의 라이브 클럽이자 인디 레이블이다. 1990년대 후반에 접어들면서 많은 레이블이 탄생을 한다. 석기 시대 레이블, 쌈지, 비트볼 레코드, 힙합을 위주로 하는 마스터 플랜 등이 모두 1990년대 후반에 탄생하게 된다. 그리고 2000년대에 접어들면서 밴드 '델리스파이스'의 리더인 '김민규'가 직접 만든 레이블인 '문라이즈'레이블이 탄생한다. 뮤지션 스스로가 만든 최초의 소규모 레이블이라 볼 수 있다. 원래 자기 자신의 솔로 음반을 내기 위해 만들어진 레이블이었지만 이후 토마스 쿡, 전자양 등의 뮤지션들이 합류를 하면서 기존의 인디 레이블과는 다른 영역을 구축해 나가기 시작한다.

## 인디와 기술
인터넷 기술은 아티스트들이 그들의 음악을 잠재적인 수많은 수용자들에게 낮은 비용으로 메이저 음반사의 도움없이 소개 할 수 있게 한다. 디지털 음악 소프트웨어는 새로운 음악의 출현을 촉진한다. 보다 많은 음악 자료를 제공하는 웹사이트들이 가장 성공하게 되며, 이러한 계기로 인디 밴드들은 많은 기회들을 갖는다. 디지털 서비스의 저작권은 수입의 중요한 원천이 되고, 만약 어떤 아티스트가 음반의 녹음, 제작, 홍보의 비용을 이미 지불하였다면, 온라인을 통하여 그들의 음악을 배포하는데는 비용이 전혀 들지 않는다. 디지털 서비스는 새로운 팬들에게 노출될 기회를 제공하고, 온라인 상점을 통하여 판매를 증가할 수 있는 기회를 높이게 한다. 음악이 온라인에서 이용될 수 있게 제작된다면, 아티스트들은 보다 자주 그리고 빠르게 음악을 유포할 수 있게 된다. 또한, 아티스트들은 - 전통적인 방식으로는 제작비가 많이 들었던 - 한정판, 절판의 재발매, 또는 라이브 앨범 등을 발표할 수 있는 옵션을 갖게 된다.
새롭고 비교적으로 저렴한 녹음 장비와 악기의 등장과 함께, 보다 많은 개인들이 그 어느때 보다 음악의 창작에 참여할 수 있게 되었다. 스튜디오 사용은 매우 비용이 많이 들고, 구하기 어렵다. 신기술은 누구나 스튜디오 품질의 음악을 자신의 집에서 만들어 낼 수 있게 하였며, 신기술의 발전은 보다 많은 사운드의 실험을 할 수 있게 한다. 아티스트는 비싼 스튜디오를 사용할 때 발생되는 비용의 지출없이도 실험적인 음악을 시도 할 수 있게 되었다.
많은 아티스트들은 자신만의 웹사이트를 관리한다. 거기에는 마이스페이스(Myspace.com)와 같은 사이트도 포함된다. 게시판, 음악 블로그, 소셜 네트워크 서비스(social networks)와 같은 기술적 진보 또한 독립 음악 회사들이 그들의 사업확장을 위하여 이용된다. 어떤 사이트들은 방문자들이 밴드를 평점을 주는 데에 초점이 두며, 이러한 방식은 음악 애호가들이 밴드의 성공에 큰 영향을 주게 된다. 이것은 음반 산업에서 가장 비용이 드는 부분 중 하나였던, 신인의 발굴과 개발 부분을 최소화하게 한다. 또 다른 사이트들은 아티스트들이 그들의 음악을 올릴 수 있게 하고, 직접 선택한 가격으로 판매한다. 사이트 방문자들은 장르에 따라 곡들을 열람하고, 무료로 샘플 음악을 듣고, 아티스트의 정보를 보고, 원하는 곡들을 구매할 수 있다. 윌코와 같은 경우는 새앨범을 출시하기 전에 인터넷에서 스트리밍하여 들을 수 있도록 만들었다.
많은 밴드들은 음반사를 버리는 대신에 음악을 인터넷에서만 배포하고 판매한다. 시디베이비(CDBaby), 메그나튠(Magnatune), 아이튠즈(iTunes)와 같은 디지털 마케팅 회사들은 포드캐스트(podcast)와 같은 서비스로 제작, 홍보, 비디오 호스팅과 같은 서비스를 제공한다. 디지털 배포의 경우에는 음악가가 회사에게 음악의 배포권을 빌려주는 형식을 갖는다. 계약은 대부분 독점적이지 않으며, 권리는 일반적으로 아티스트가 가지고 있는다. 이러한 계약의 비독점성은 많은 아티스트들이 그들의 동내에 있는 독립 음반 상점을 통하여 직접 판매를 계속하면서도 온라인에 남아있도록 한다.
보다 최근의 경향은 아티스트들이 무료로 음악을 나누어 주는 방식이 눈에 띄는데, 이와 같은 경우는 라디오헤드의 2007년 앨범 《In Rainbows》, 고! 팀의 싱글 "밀크 크라이시스(Milk Crisis)", 그리고 나인 인치 네일스의 트렌트 레즈너가 2008년 발표한 앨범 《Ghosts I-IV》와 《The Slip》 등이 있다.

## 같이 보기
- 언더그라운드 음악